# Wilden (Bedfordshire)
Pour les articles homonymes, voir Wilden.
Wilden est une paroisse civile et un village du Bedfordshire, en Angleterre.